# 马君潞
马君潞（1954年3月—2014年2月22日），天津人，中华人民共和国经济学家。

## 生平
担任南开大学经济学院教授；历任南开大学经济学院院长、金融发展研究院副院长、深圳金融工程学院副院长等职位；并兼天津市证券学会会长等职。 2014年2月，去世。